# Russische Badmintonmeisterschaft 2022
Die Russische Badmintonmeisterschaft 2022 fand vom 8. bis zum 11. Oktober 2022 in Ramenskoje statt.

## Sieger und Platzierte
| Disziplin    | Gold                                | Silber                             | Bronze                               |
| ------------ | ----------------------------------- | ---------------------------------- | ------------------------------------ |
| Herreneinzel | Vladimir Malkov                     | Sergey Sirant                      | Daniil Dubovenko                     |
| Herreneinzel | Vladimir Malkov                     | Sergey Sirant                      | Georgii Karpov                       |
| Dameneinzel  | Evgeniya Kosetskaya                 | Elena Komendrovskaja               | Anastasiia Alimova                   |
| Dameneinzel  | Evgeniya Kosetskaya                 | Elena Komendrovskaja               | Mariia Golubeva                      |
| Herrendoppel | Vladimir Ivanov Ivan Sozonov        | Alexandr Zinchenko Nikita Khakimov | Rodion Alimov Konstantin Abramov     |
| Herrendoppel | Vladimir Ivanov Ivan Sozonov        | Alexandr Zinchenko Nikita Khakimov | Daniil Dubovenko Maksim Ogloblin     |
| Damendoppel  | Alina Davletova Evgeniya Kosetskaya | Viktoriia Kozyreva Mariia Sukhova  | Anastasia Akchurina Olga Morozova    |
| Damendoppel  | Alina Davletova Evgeniya Kosetskaya | Viktoriia Kozyreva Mariia Sukhova  | Anastasiia Alimova Ekaterina Malkova |
| Mixed        | Rodion Alimov Alina Davletova       | Egor Borisov Ekaterina Malkova     | Dmitrii Klimenko Anastasiia Alimova  |
| Mixed        | Rodion Alimov Alina Davletova       | Egor Borisov Ekaterina Malkova     | Ivan Sozonov Olga Morozova           |